# Pablo Rotchen
Pablo Rotchen (Buenos Aires, 23 de abril de 1973) é um ex-futebolista argentino que atuava como defensor.

## Carreira
Pablo Rotchen integrou a Seleção Argentina de Futebol na Copa América de 1997.

## Títulos
Independiente
- Primera División Argentina: Clausura 1994
- Supercopa Sudamericana: 1994, 1995
- Recopa Sudamericana: 1995

Espanyol
- Copa del Rey: 1999–2000

Monterrey
- La Primera División: Clausura 2003

### Internacional
Argentina
- Copa Rei Fahd de 1995: 2º Lugar